# Cathédrale Pierre-et-Paul
Cette  cathédrale ne doit pas être confondue avec une autre cathédrale de Saint-Pétersbourg.
 D’autres cathédrales portent le nom de cathédrale Saint-Pierre-et-Saint-Paul.
La cathédrale Pierre-et-Paul (russe : Петропавловский собор, Petropavlovski sobor) est une cathédrale orthodoxe située dans la forteresse Pierre-et-Paul à Saint-Pétersbourg en Russie. Elle fut construite pour devenir la nécropole de la famille impériale russe des Romanov.

## Histoire
La cathédrale fut construite de 1712 à 1733 sous le tsar puis l'empereur Pierre Ier de Russie en suivant les plans de l'architecte suisse Domenico Trezzini en remplacement d'une église en bois. Elle est donc l'un des monuments les plus anciens de Saint-Pétersbourg.
Nommée d’après les apôtres Pierre et Paul (le nom de cathédrale Saint-Pierre-et-Saint-Paul est souvent employé), elle fut la première collégiale construite en pierre à Saint-Pétersbourg. Au sommet de sa flèche atteignant une hauteur de 123 mètres se dresse un ange tenant une croix. Cet ange est l’un des symboles les plus importants de Saint-Pétersbourg. La cathédrale possède un carillon flamand typique fabriqué à Malines en Belgique.
En 1919, la cathédrale est fermée et en 1924, elle est convertie en musée. Après la fin de l'URSS, des services religieux ont repris à partir de 2000.

## Nécropole impériale
Sous le règne de Pierre le Grand, le lieu d'inhumation des membres de la famille n'était pas encore établi. Mais avant l'achèvement des travaux, plusieurs de ses enfants y ont été enterrés. Par la suite, tous les empereurs de Russie depuis Pierre le Grand furent inhumés dans cette cathédrale à l'exception de Pierre II de Russie (inhumé dans la nécropole historique de la cathédrale de l'Archange-Saint-Michel à Moscou) et d'Ivan VI de Russie (assassiné en 1764 dans la forteresse de Chlisselbourg et inhumé dans un lieu inconnu). Toutes les impératrices de Russie y sont également inhumées.
Tous les tombeaux sont en marbre blanc avec une croix orthodoxe sur le couvercle et flanqués de quatre aigles bicéphales impériaux aux angles du tombeau s'il s'agit d'un souverain. Les autres tombeaux en sont dépourvus. Seuls les tombeaux d'Alexandre II et de son épouse Marie de Hesse-Darmstadt sont différents. Celui d'Alexandre II est en jaspe vert de l'Altaï et celui de Marie est en rhodonite rose de l'Oural. Les deux tombeaux ont été sculptés chacun dans un seul bloc. Les cercueils se trouvent donc en dessous et non en dedans comme les autres tombeaux.
Le 17 juillet 1998, le dernier empereur Nicolas II de Russie, son épouse Alix de Hesse-Darmstadt, trois de ses cinq enfants et 4 de ses derniers fidèles, tous exécutés le 17 juillet 1918 dans la villa Ipatiev à Iekaterinbourg en pleine révolution russe et enterrés secrètement dans une fosse commune, furent inhumés dans la nécropole, dans une crypte attenante, située dans la chapelle Sainte-Catherine, à droite de l'entrée.
Le 28 septembre 2006, 78 ans après sa mort, Dagmar de Danemark, épouse d'Alexandre III, fut à son tour inhumée dans la cathédrale. Morte en exil le 13 octobre 1928 dans son pays natal, elle fut inhumée dans la nécropole danoise de la cathédrale de Roskilde. En 2005, les gouvernements danois et russe s’accordèrent sur le retour de sa dépouille en Russie pour être inhumée, conformément à ses vœux, auprès de son mari.
Actuellement, 52 personnes reposent dans la cathédrale dont 48 membres de la famille Romanov :
1. Marie Alexeïevna de Russie, princesse de Russie (18 janvier 1660 - 9 mars 1723), (fille d'Alexis Ier de Russie et de Maria Miloslavskaïa)
2. Martha Apraxina, tsarine consort de Russie (1664 - 11 janvier 1716), (seconde épouse de Fédor III de Russie)
3. Pierre Ier de Russie, tsar puis empereur de Russie (9 juin 1672 - 8 février 1725), (fils d'Alexis Ier de Russie et de Natalia Narychkina)
4. Alexis Petrovitch de Russie, grand-duc de Russie, tsarévitch de Russie (28 février 1690 - 26 juin 1718), (fils de Pierre Ier de Russie et d'Eudoxie Lopoukhine)
5. Charlotte de Brunswick-Lunebourg, grande-duchesse de Russie (28 août 1694 - 2 novembre 1715), (épouse d'Alexis Petrovitch de Russie)
6. Catherine Petrovna de Russie, grande-duchesse de Russie (7 février 1707 - 1708), (fille de Pierre Ier de Russie et de Catherine Ire de Russie)
7. Anna Petrovna de Russie, grande-duchesse de Russie (27 janvier 1708 - 4 mars 1728), (fille de Pierre Ier de Russie et de Catherine Ire de Russie)
8. Marie Petrovna de Russie, grande-duchesse de Russie (20 mars 1713 - 27 mai 1715), (fille de Pierre Ier de Russie et de Catherine Ire de Russie)
9. Marguerite Petrovna de Russie, grande-duchesse de Russie (19 septembre 1714 - 7 juin 1715), (fille de Pierre Ier de Russie et de Catherine Ire de Russie)
10. Paul Petrovitch de Russie, grand-duc de Russie (13 janvier 1717 - 14 janvier 1717), (fils de Pierre Ier de Russie et de Catherine Ire de Russie)
11. Nathalie Petrovna de Russie, grande-duchesse de Russie (31 août 1718 - 15 mars 1725), (fille de Pierre Ier de Russie et de Catherine Ire de Russie)
12. Catherine Ire de Russie, tsarine consort puis impératrice consort puis impératrice de Russie (15 avril 1684 - 17 mai 1727), (seconde épouse de Pierre Ier de Russie)
13. Anne Ire de Russie, impératrice de Russie (7 février 1693 - 28 octobre 1740), (fille d'Ivan V de Russie et de Prascovia Saltykova)
14. Élisabeth Ire de Russie, impératrice de Russie (29 décembre 1709 - 5 janvier 1762), (fille de Pierre Ier de Russie et de Catherine Ire de Russie)
15. Pierre III de Russie, empereur de Russie (21 février 1728 - 17 juillet 1762), (fils de Charles-Frédéric de Holstein-Gottorp et d'Anna Petrovna de Russie, petit-fils de Pierre Ier de Russie et de Catherine Ire de Russie), inhumé dans le monastère Saint-Alexandre-Nevski à Saint-Pétersbourg, il fut inhumé de nouveau en décembre 1796 sous ordre de Paul Ier de Russie dans la nécropole impériale
16. Catherine II de Russie, impératrice consort puis impératrice de Russie (2 mai 1729 - 17 novembre 1796), (épouse de Pierre III de Russie)
17. Paul Ier de Russie, empereur de Russie (1er octobre 1754 - 23 mars 1801), (fils de Pierre III de Russie et de Catherine II de Russie)
18. Sophie-Dorothée de Wurtemberg, impératrice consort de Russie (25 octobre 1759 - 5 novembre 1828), (seconde épouse de Paul Ier de Russie)
19. Constantin Pavlovitch de Russie, grand-duc de Russie, tsarévitch de Russie (27 avril 1779 - 27 juin 1831), (fils de Paul Ier de Russie et de Sophie-Dorothée de Wurtemberg)
20. Michel Pavlovitch de Russie, grand-duc de Russie (8 février 1798 - 9 septembre 1849), (fils de Paul Ier de Russie et de Sophie-Dorothée de Wurtemberg)
21. Charlotte de Wurtemberg, grande-duchesse de Russie (9 janvier 1807 - 2 février 1873), (épouse de Michel Pavlovitch de Russie)
22. Marie Mikhaïlovna de Russie, grande-duchesse de Russie (9 mars 1825 - 19 novembre 1846), (fille de Michel Pavlovitch de Russie et de Charlotte de Wurtemberg)
23. Catherine Mikhaïlovna de Russie, grande-duchesse de Russie, duchesse de Mecklembourg-Strelitz (28 août 1827 - 12 mai 1894), (fille de Michel Pavlovitch de Russie et de Charlotte de Wurtemberg)
24. Alexandra Mikhaïlovna de Russie, grande-duchesse de Russie (28 janvier 1831 - 27 mars 1832), (fille de Michel Pavlovitch de Russie et de Charlotte de Wurtemberg)
25. Anna Mikhaïlovna de Russie, grande-duchesse de Russie (27 octobre 1834 - 22 mars 1836), (fille de Michel Pavlovitch de Russie et de Charlotte de Wurtemberg)
26. Alexandre Ier de Russie, empereur de Russie (23 décembre 1777 – 1er décembre 1825), (fils de Paul Ier de Russie et de Sophie-Dorothée de Wurtemberg)
27. Louise Augusta de Bade, impératrice consort de Russie (9 mars 1779 - 16 mai 1826), (épouse d'Alexandre Ier de Russie)
28. Nicolas Ier de Russie, empereur de Russie (6 juillet 1796 - 2 mars 1855), (fils de Paul Ier de Russie et de Sophie-Dorothée de Wurtemberg)
29. Charlotte de Prusse, impératrice consort de Russie (13 juillet 1798 - 1er novembre 1860), (épouse de Nicolas Ier de Russie)
30. Nicolas Nikolaïevitch de Russie, grand-duc de Russie (27 juillet 1831 - 13 avril 1891), (fils de Nicolas Ier de Russie et de Charlotte de Prusse)
31. Michel Nikolaïevitch de Russie, grand-duc de Russie (13 octobre 1832 - 18 décembre 1909), (fils de Nicolas Ier de Russie et de Charlotte de Prusse)
32. Cécile de Bade, grande-duchesse de Russie (20 septembre 1839 - 12 avril 1891), (épouse de Michel Nicolaevitch de Russie)
33. Alexis Mikhaïlovitch de Russie, grand-duc de Russie (28 août 1875 - 2 mars 1895), (fils de Michel Nicolaevitch de Russie et de Cécile de Bade)
34. Alexandre II de Russie, empereur de Russie (29 avril 1818 - 13 mars 1881), (fils de Nicolas Ier de Russie et de Charlotte de Prusse)
35. Marie de Hesse-Darmstadt, impératrice consort de Russie (8 août 1824 - 8 juin 1880), (épouse d'Alexandre II de Russie)
36. Alexandra Alexandrovna de Russie, grande-duchesse de Russie (30 août 1842 - 10 juillet 1849), (fille d'Alexandre II de Russie et de Marie de Hesse-Darmstadt)
37. Nicolas Alexandrovitch de Russie, grand-duc de Russie, tsarévitch de Russie, (20 septembre 1843 - 24 avril 1865), (fils d'Alexandre II de Russie et de Marie de Hesse-Darmstadt)
38. Alexandre III de Russie, empereur de Russie (10 mars 1845 - 1er novembre 1894), (fils d'Alexandre II de Russie et de Marie de Hesse-Darmstadt)
39. Dagmar de Danemark, impératrice consort de Russie (26 novembre 1847 - 13 octobre 1928), (épouse d'Alexandre III de Russie), inhumée dans la cathédrale de Roskilde au Danemark, elle fut inhumée de nouveau le 28 septembre 2006 dans la nécropole impériale
40. Alexandre Alexandrovitch de Russie, grand-duc de Russie (7 juin 1869 - 2 mai 1870), (fils d'Alexandre III de Russie et de Dagmar de Danemark)
41. Georges Aleksandrovitch de Russie, grand-duc de Russie, tsarévitch de Russie (6 mai 1871 - 9 août 1899), (fils d'Alexandre III de Russie et de Dagmar de Danemark)
42. Nicolas II de Russie, empereur de Russie (18 mai 1868 - 17 juillet 1918), (fils d'Alexandre III de Russie et de Dagmar de Danemark), enterré dans une fosse commune près de Iekaterinbourg, il fut inhumé le 17 juillet 1998 dans la nécropole impériale
43. Alix de Hesse-Darmstadt, impératrice consort de Russie (6 juin 1872 - 17 juillet 1918), (épouse de Nicolas II de Russie), enterrée dans une fosse commune près de Iekaterinbourg, elle fut inhumée le 17 juillet 1998 dans la nécropole impériale
44. Olga Nikolaïevna de Russie, grande-duchesse de Russie (15 novembre 1895 - 17 juillet 1918), (fille de Nicolas II de Russie et d'Alix de Hesse-Darmstadt), enterrée dans une fosse commune près de Iekaterinbourg, elle fut inhumée le 17 juillet 1998 dans la nécropole impériale
45. Tatiana Nikolaïevna de Russie, grande-duchesse de Russie (10 juin 1897 - 17 juillet 1918), (fille de Nicolas II de Russie et d'Alix de Hesse-Darmstadt), enterrée dans une fosse commune près de Iekaterinbourg, elle fut inhumée le 17 juillet 1998 dans la nécropole impériale
46. Maria Nikolaïevna de Russie, grande-duchesse de Russie (26 juin 1899 - 17 juillet 1918), (fille de Nicolas II de Russie et d'Alix de Hesse-Darmstadt), enterrée dans une fosse commune près de Iekaterinbourg, elle fut inhumée le 30 avril 2008 dans la nécropole impériale
47. Anastasia Nikolaïevna de Russie, grande-duchesse de Russie (18 juin 1901 - 17 juillet 1918), (fille de Nicolas II de Russie et d'Alix de Hesse-Darmstadt), enterrée dans une fosse commune près de Iekaterinbourg, elle fut inhumée le 17 juillet 1998 dans la nécropole impériale
48. Alexis Nikolaïevitch de Russie, grand-duc et tsarévitch de Russie (12 août 1904 - 17 juillet 1918), (fils de Nicolas II de Russie et d'Alix de Hesse-Darmstadt), enterré dans une fosse commune près de Iekaterinbourg, il fut inhumé le 30 avril 2008 dans la nécropole impériale
49. Evgueni Sergueïevitch Botkine, médecin de la famille impériale (27 mars 1865 - 17 juillet 1918), enterré dans une fosse commune près de Iekaterinbourg, il fut inhumé le 17 juillet 1998 dans la nécropole impériale
50. Alekseï Egorovitch Trupp, valet de chambre de Nicolas II de Russie (20 avril 1856 - 17 juillet 1918), enterré dans une fosse commune près de Iekaterinbourg, il fut inhumé le 17 juillet 1998 dans la nécropole impériale
51. Anna Demidova, femme de chambre d'Alix de Hesse-Darmstadt (26 janvier 1878 - 17 juillet 1918), enterrée dans une fosse commune près de Iekaterinbourg, elle fut inhumée le 17 juillet 1998 dans la nécropole impériale
52. Ivan Kharitonov, cuisinier de la cour (14 juin 1870/1872 - 17 juillet 1918), enterré dans une fosse commune près de Iekaterinbourg, il fut inhumé le 17 juillet 1998 dans la nécropole impériale

### Personne anciennement inhumée
1. Alexandra de Grèce, grande-duchesse de Russie (30 août 1870 - 24 septembre 1891), (épouse de Paul Alexandrovitch de Russie, fils d'Alexandre II de Russie et de Marie de Hesse-Darmstadt), inhumée dans la nécropole impériale, elle fut inhumée de nouveau en 1939 dans la nécropole royale de Tatoï en Grèce. Son tombeau existe toujours mais est désormais vide [1].

## Galerie photographique

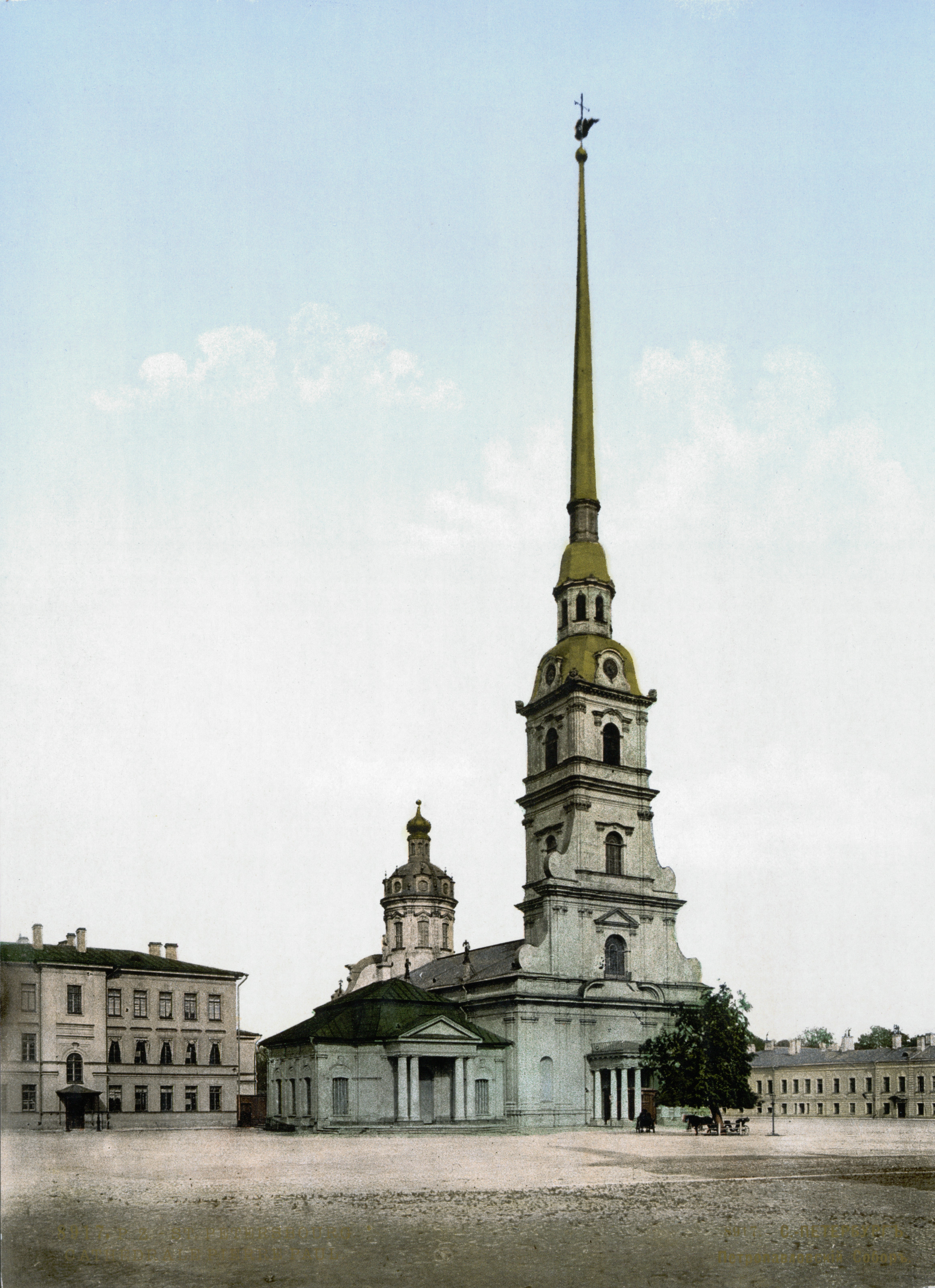
Ancienne carte postale datant d'entre 1890 et 1905
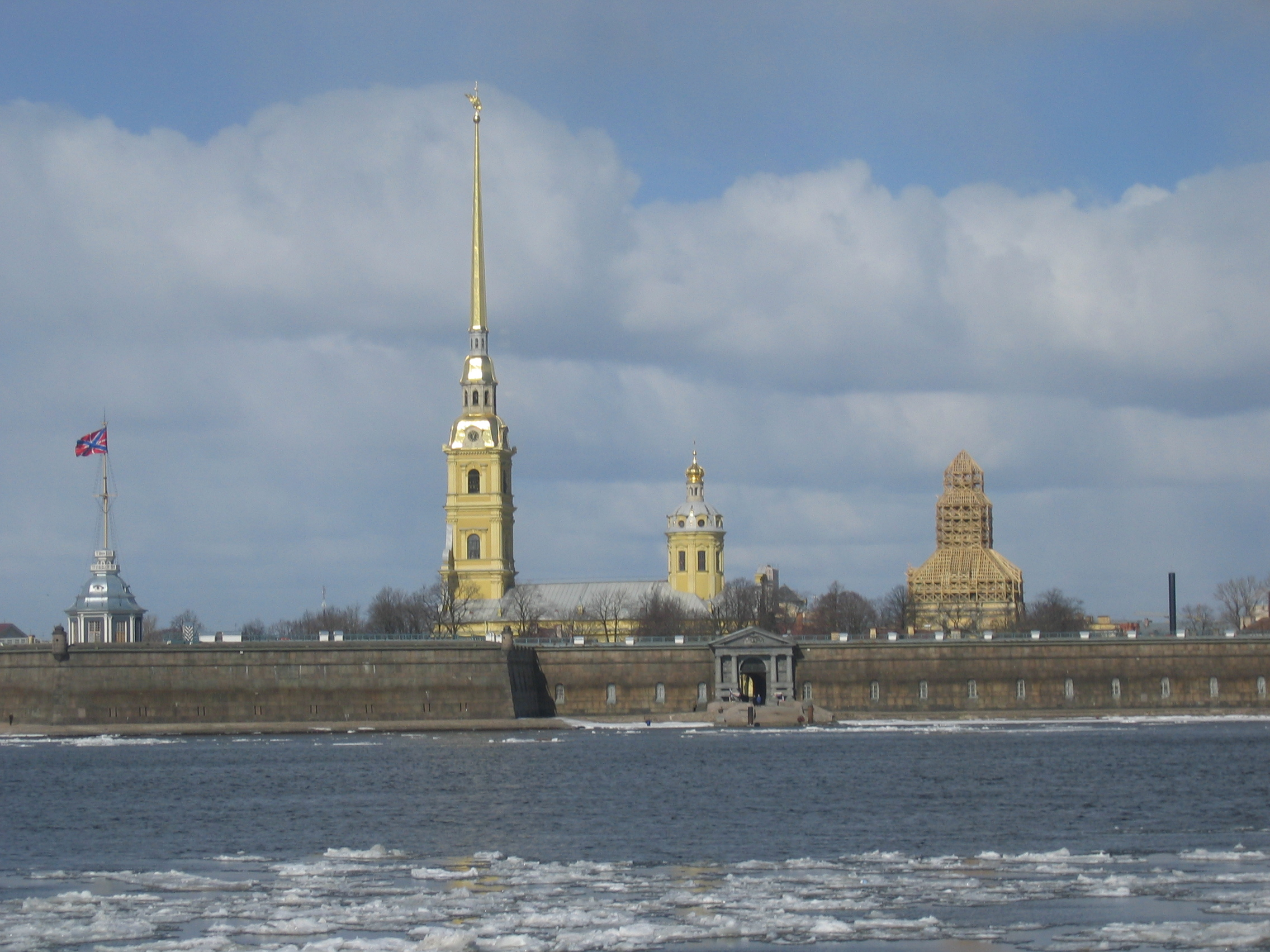
Vue de la forteresse de l'autre côté de la Néva
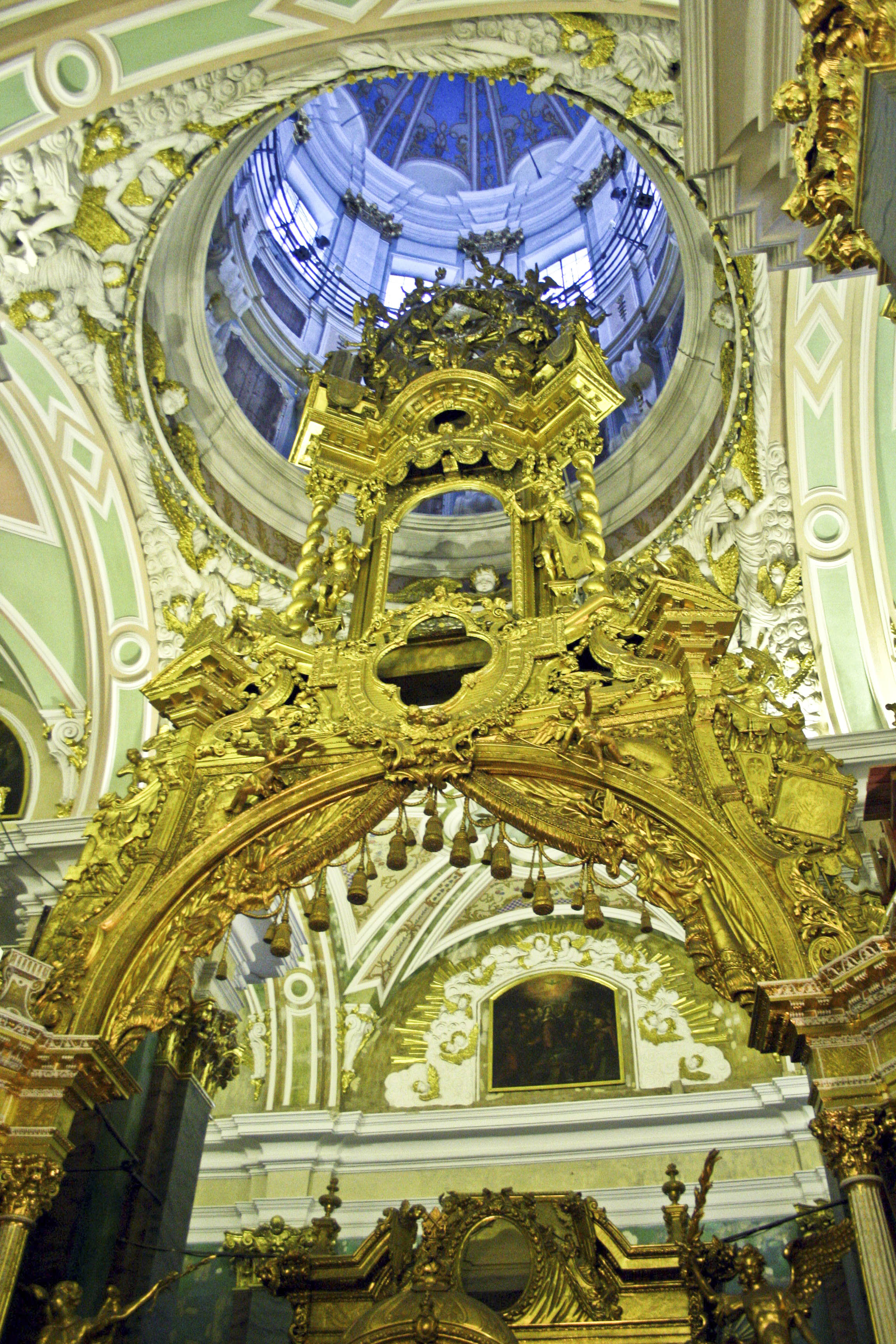
Intérieur de la coupole
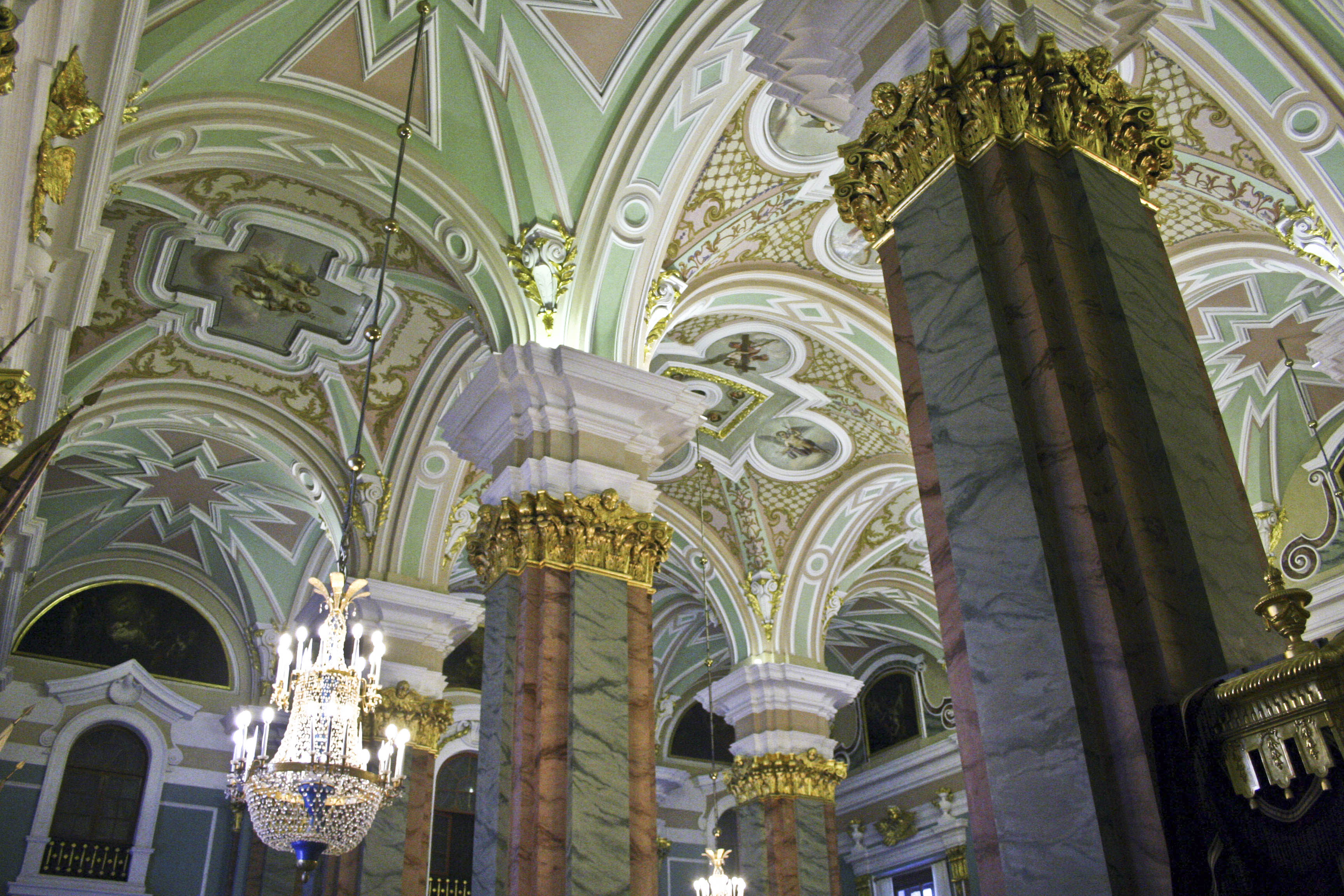
Voûtes intérieures
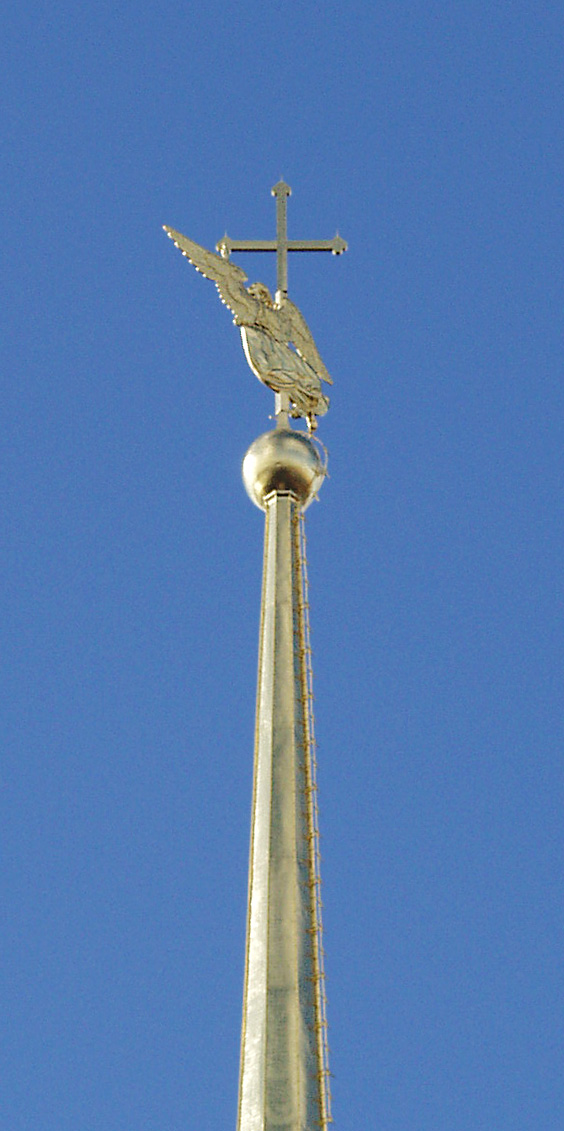
Sommet de la flèche
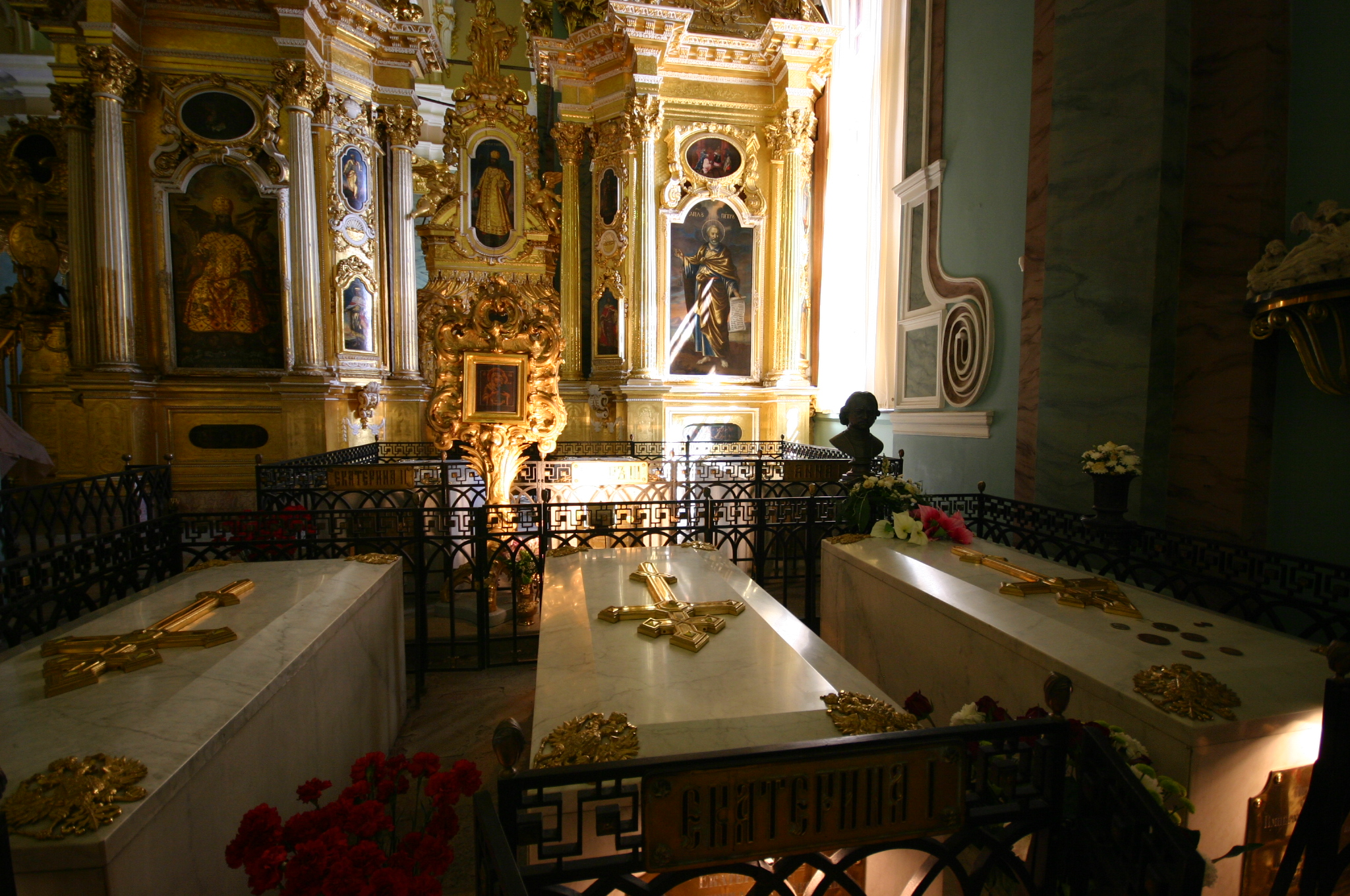
Tombeaux impériaux les plus anciens
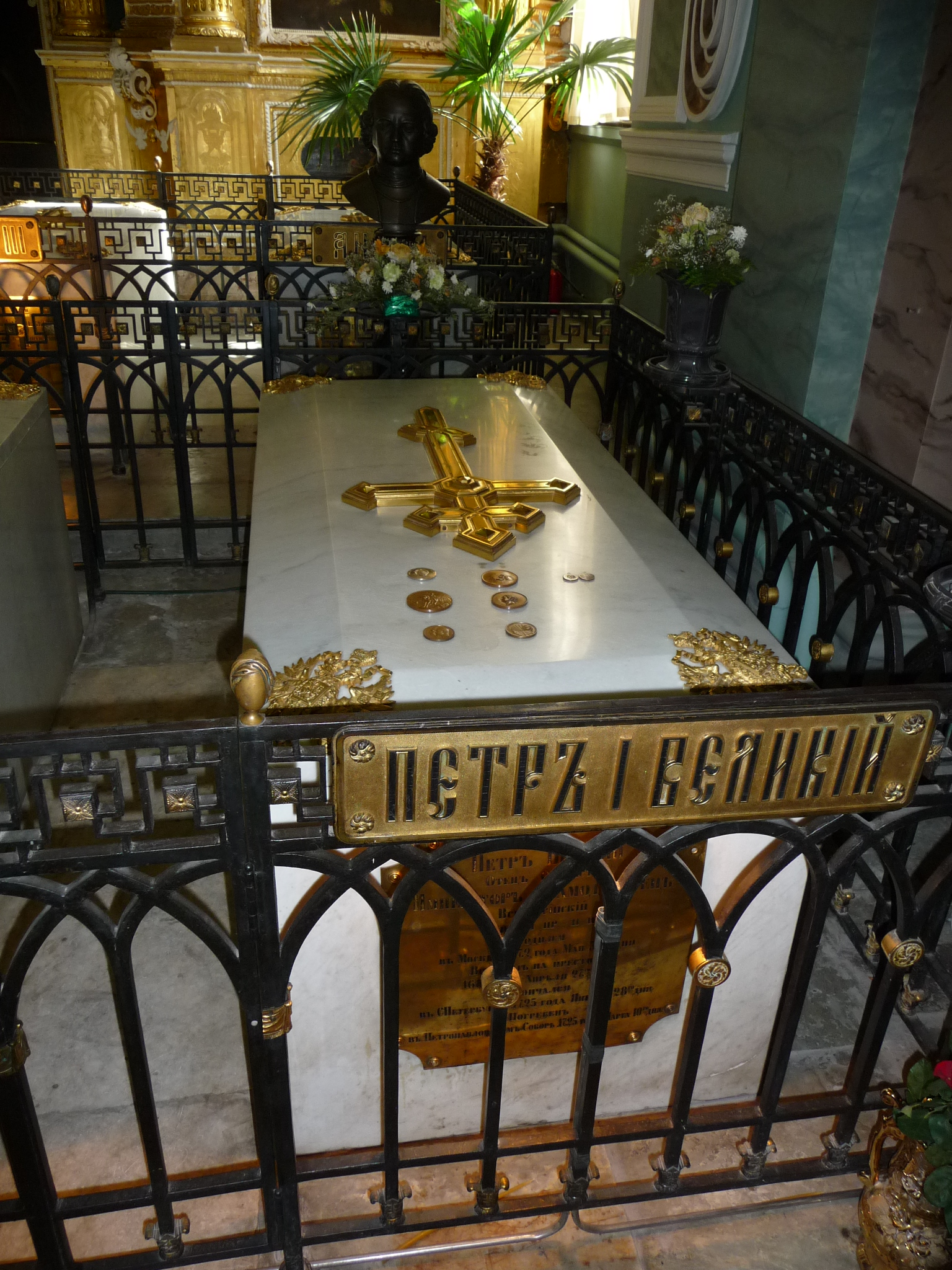
Tombeau de Pierre Ier de Russie
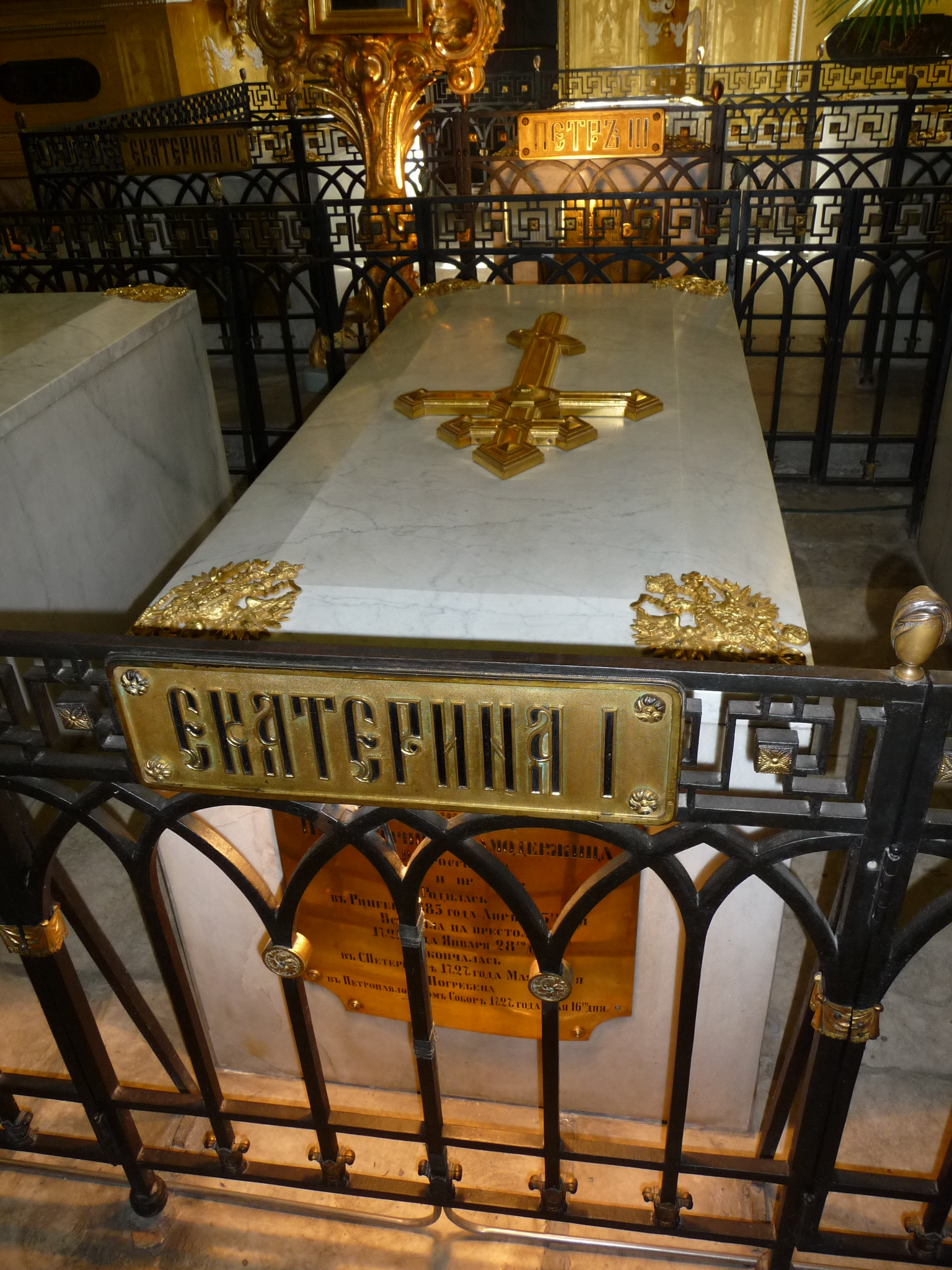
Tombeau de Catherine Ire de Russie
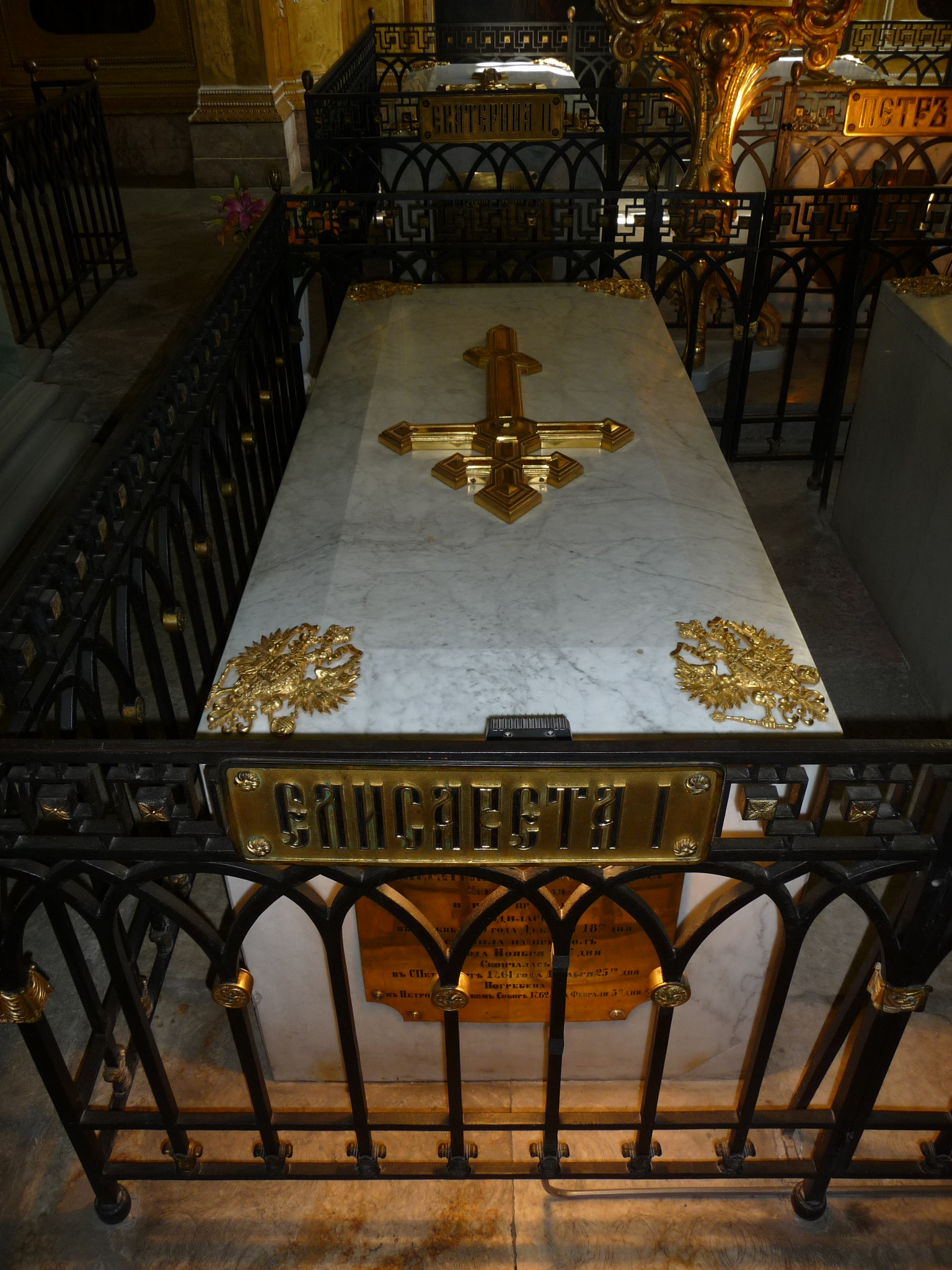
Tombeau d'Élisabeth Ire de Russie
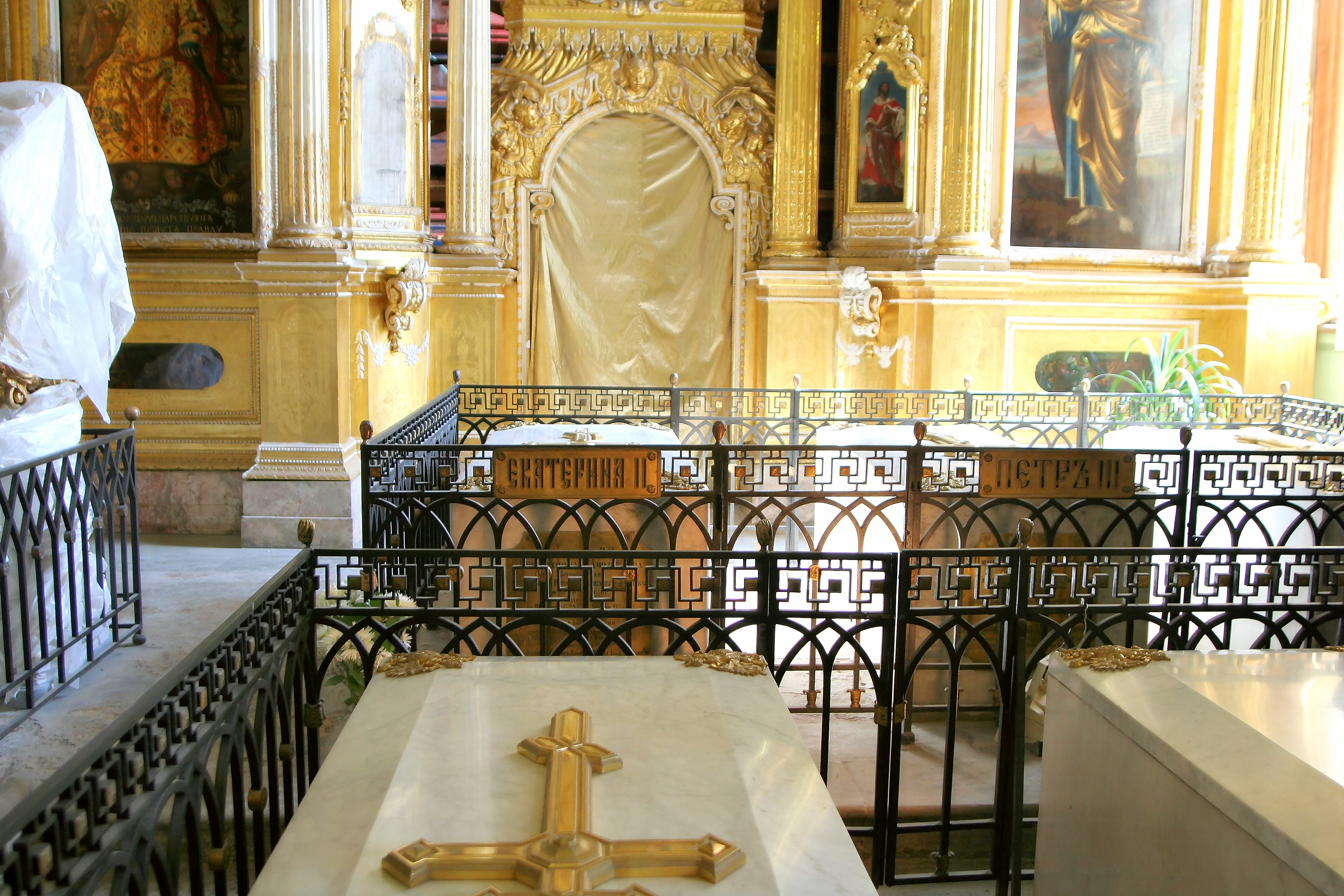
Tombeaux de Catherine II de Russie (au centre) et de Pierre III de Russie (à droite)
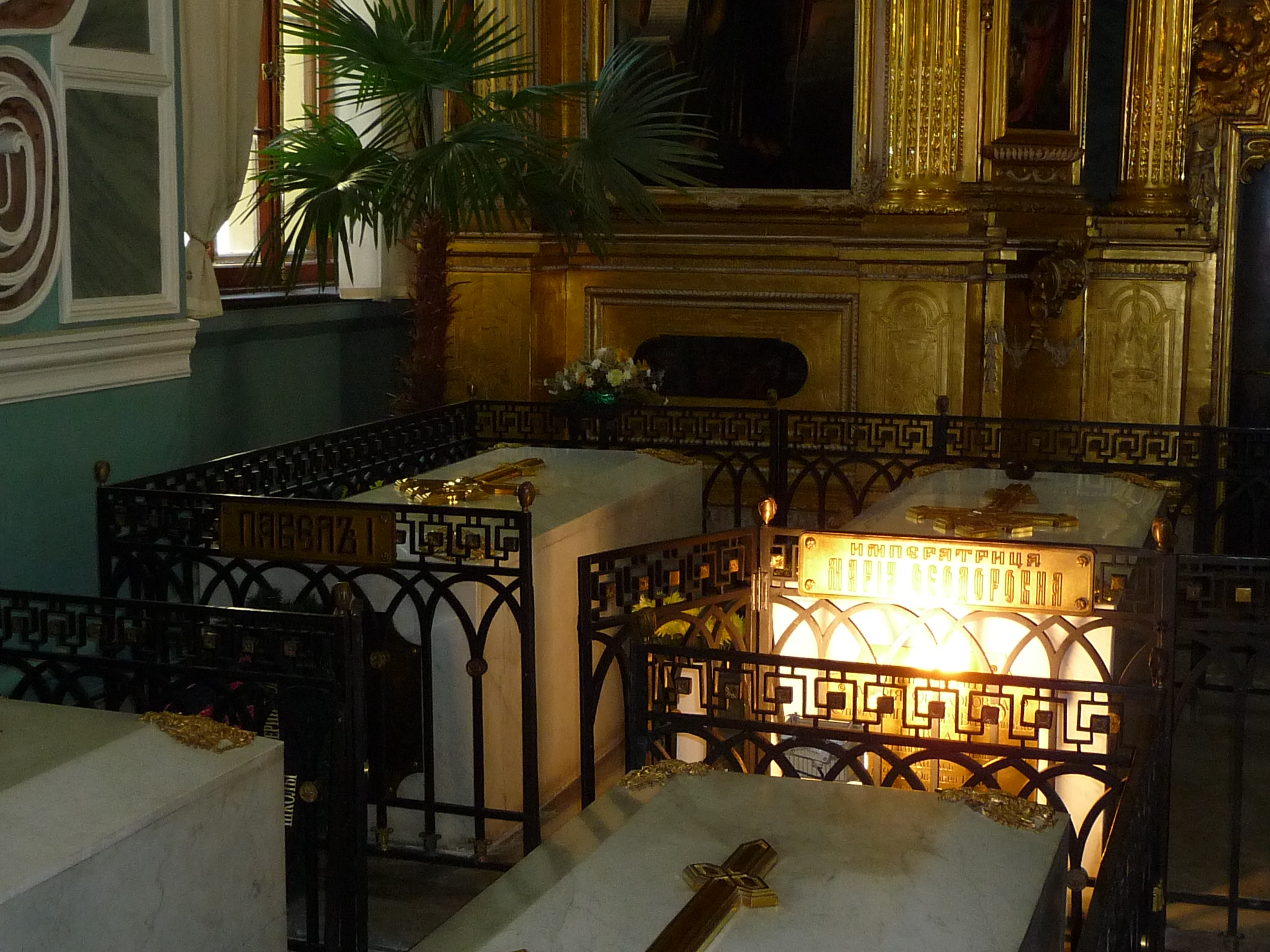
Tombeaux de Paul Ier de Russie (à gauche) et de Sophie-Dorothée de Wurtemberg (à droite)
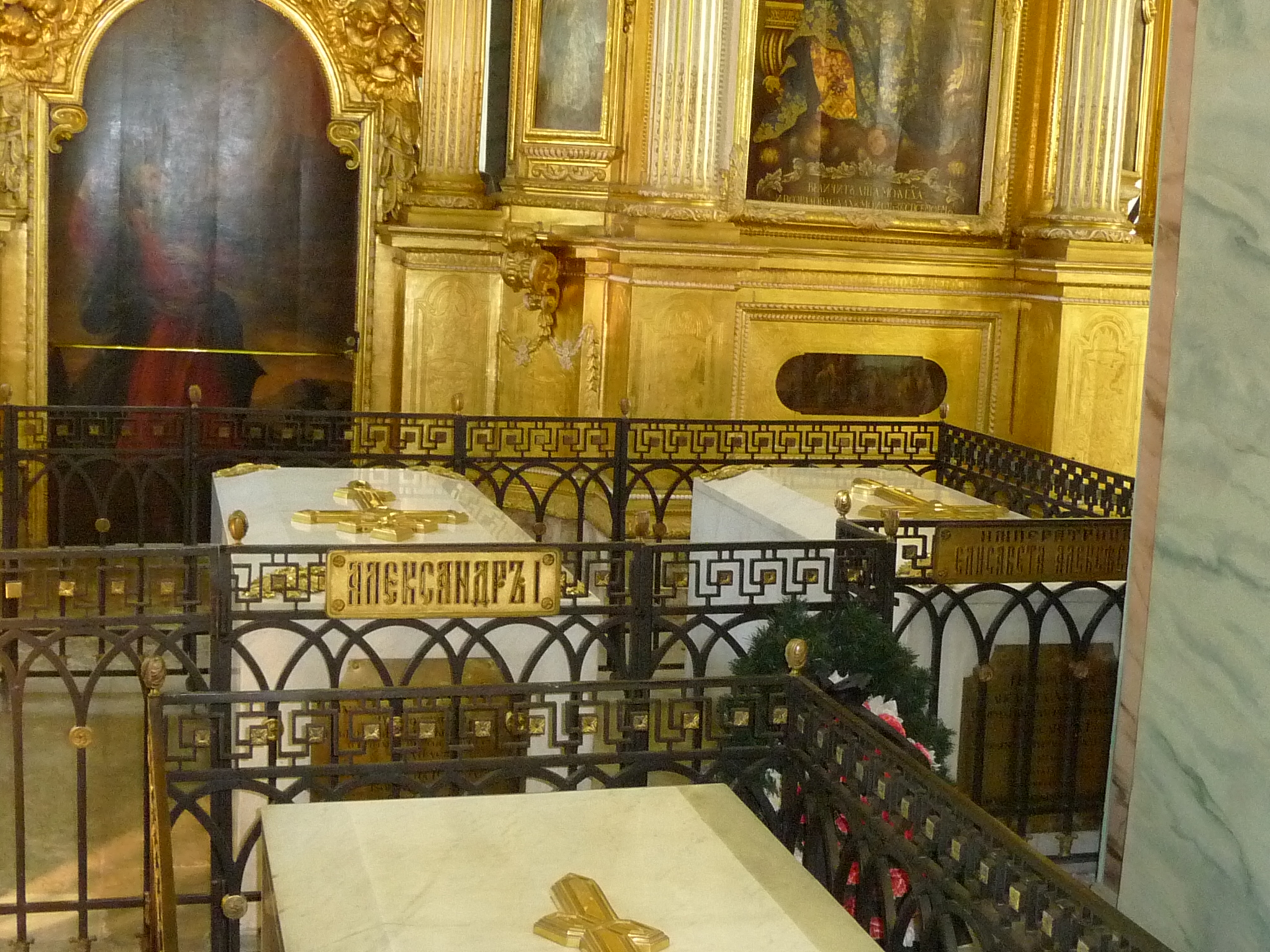
Tombeaux d'Alexandre Ier de Russie (à gauche) et de Louise Augusta de Bade (à droite)
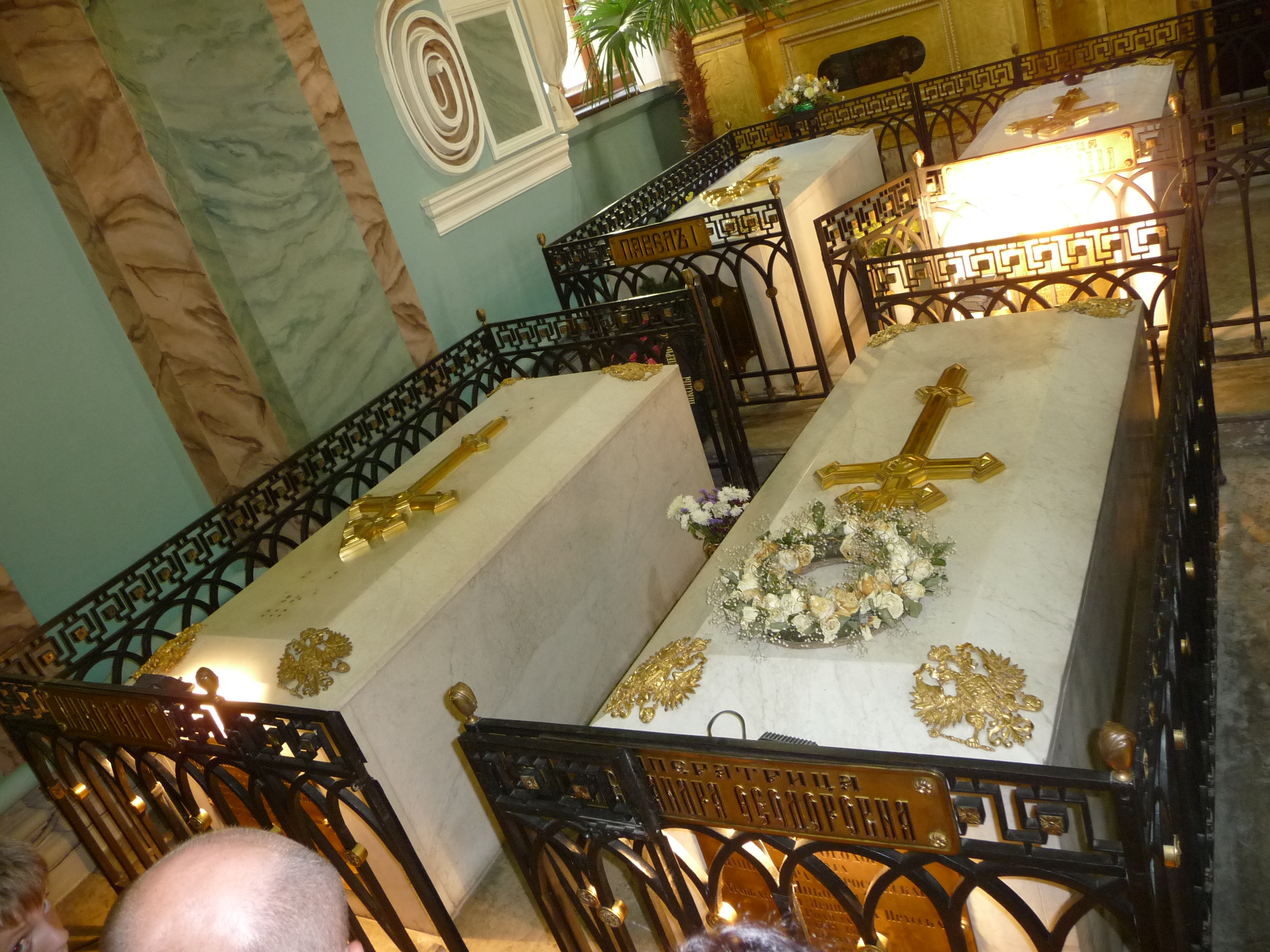
Au premier plan, tombeaux de Nicolas Ier de Russie (à gauche) et de Charlotte de Prusse (à droite)
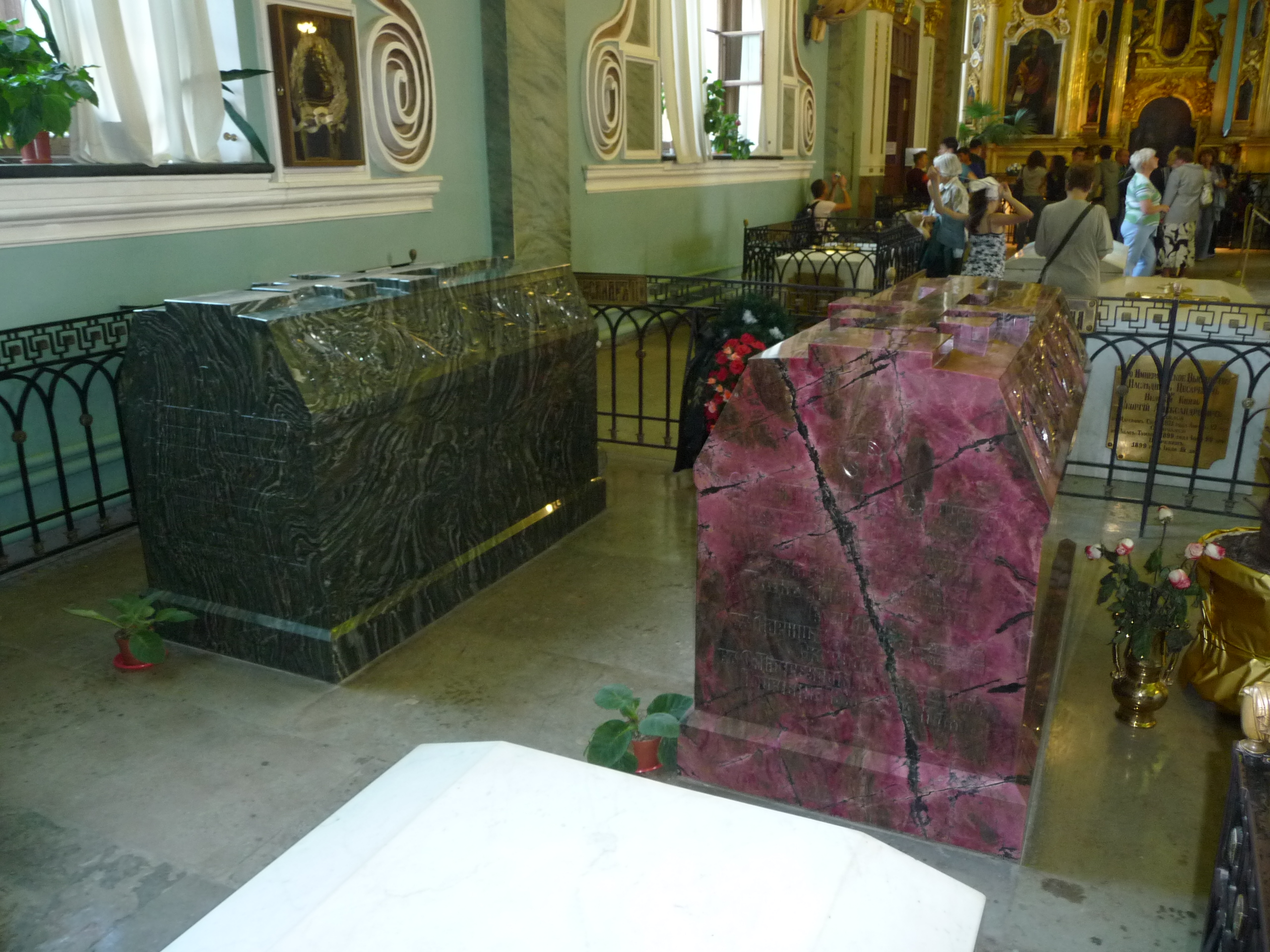
Tombeaux d'Alexandre II de Russie (à gauche) et de Marie de Hesse-Darmstadt (à droite)
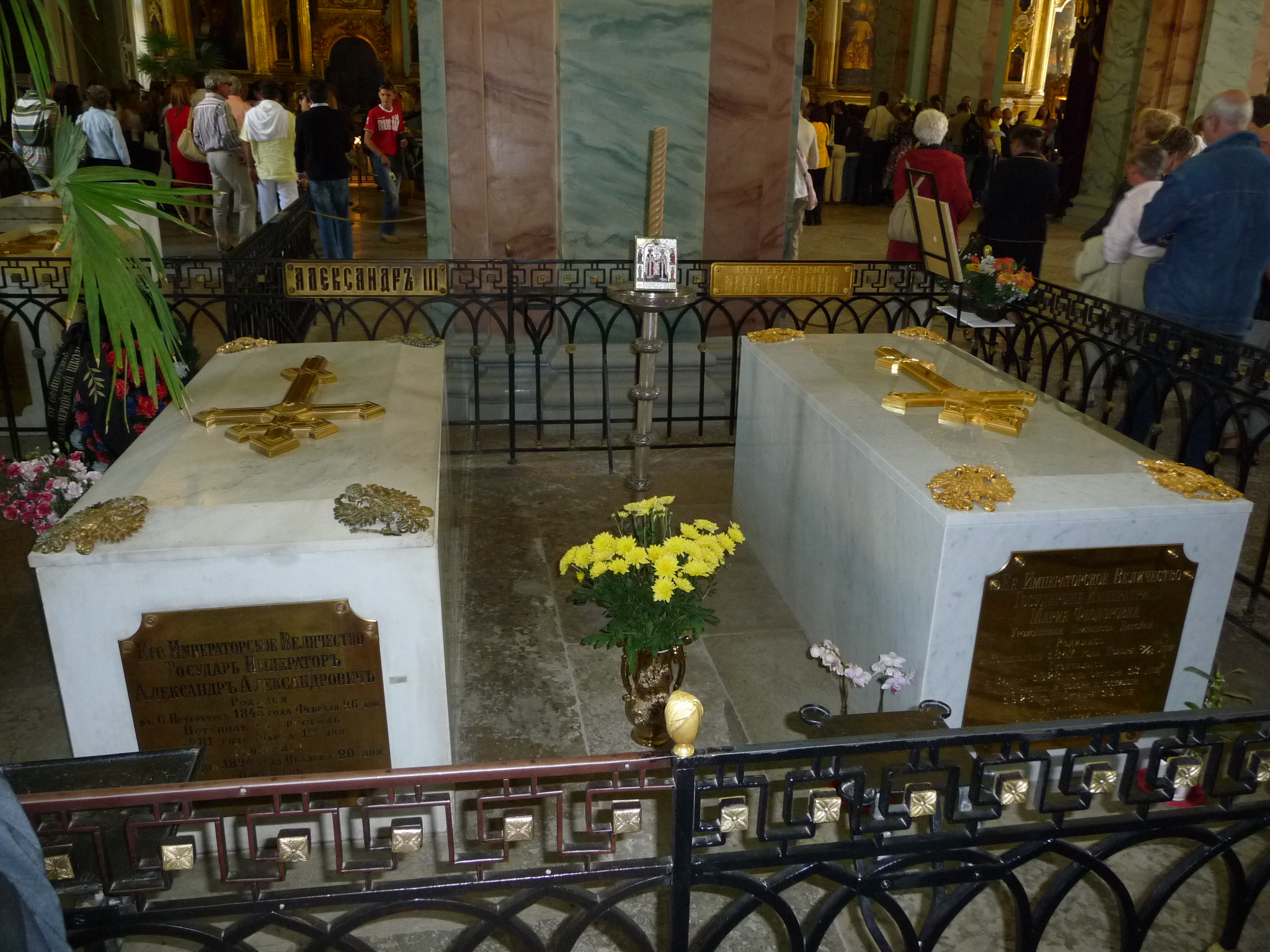
Tombeaux d'Alexandre III de Russie (à gauche) et de Dagmar de Danemark (à droite)
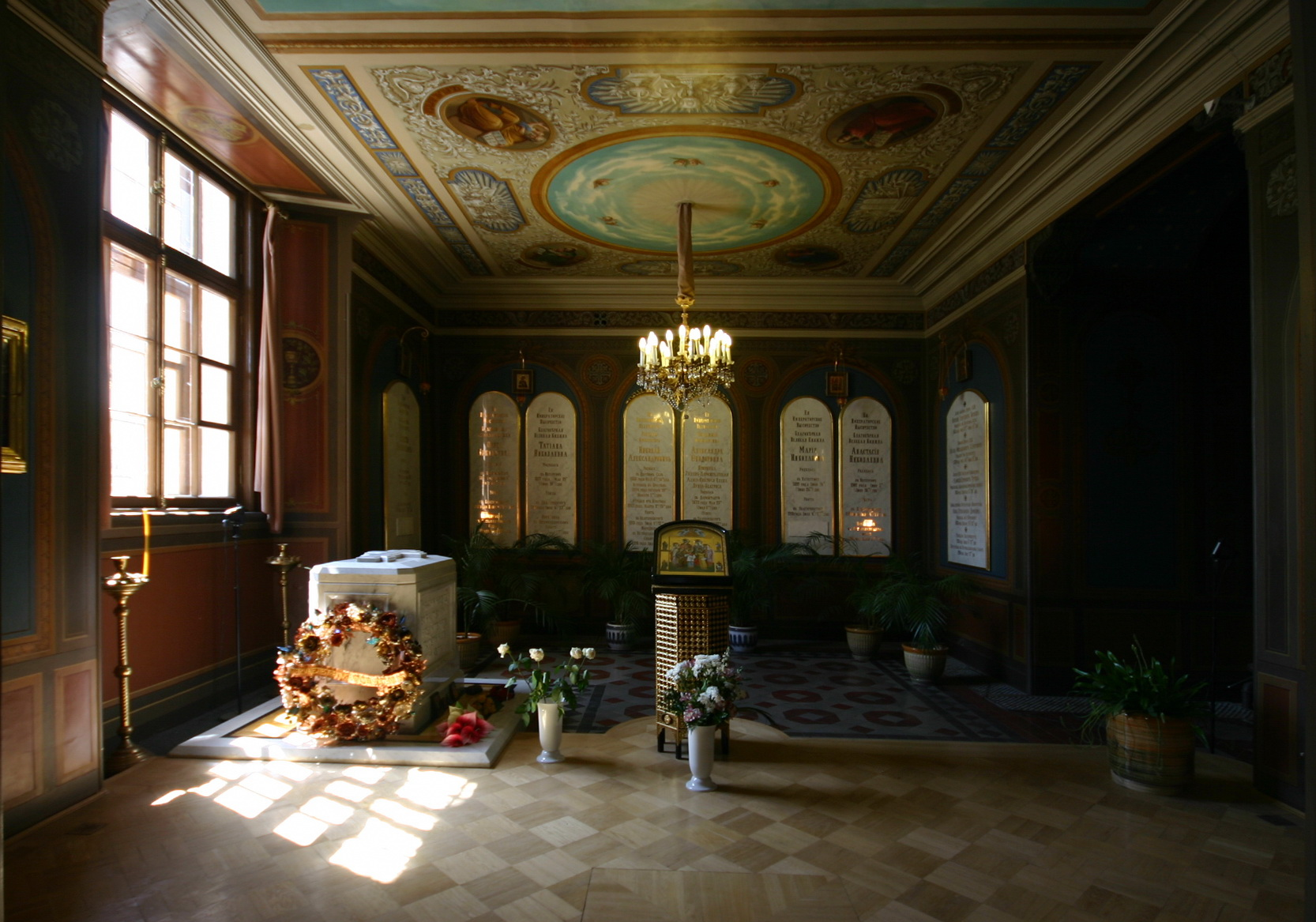
Chapelle Sainte-Catherine où sont inhumés Nicolas II de Russie et sa famille
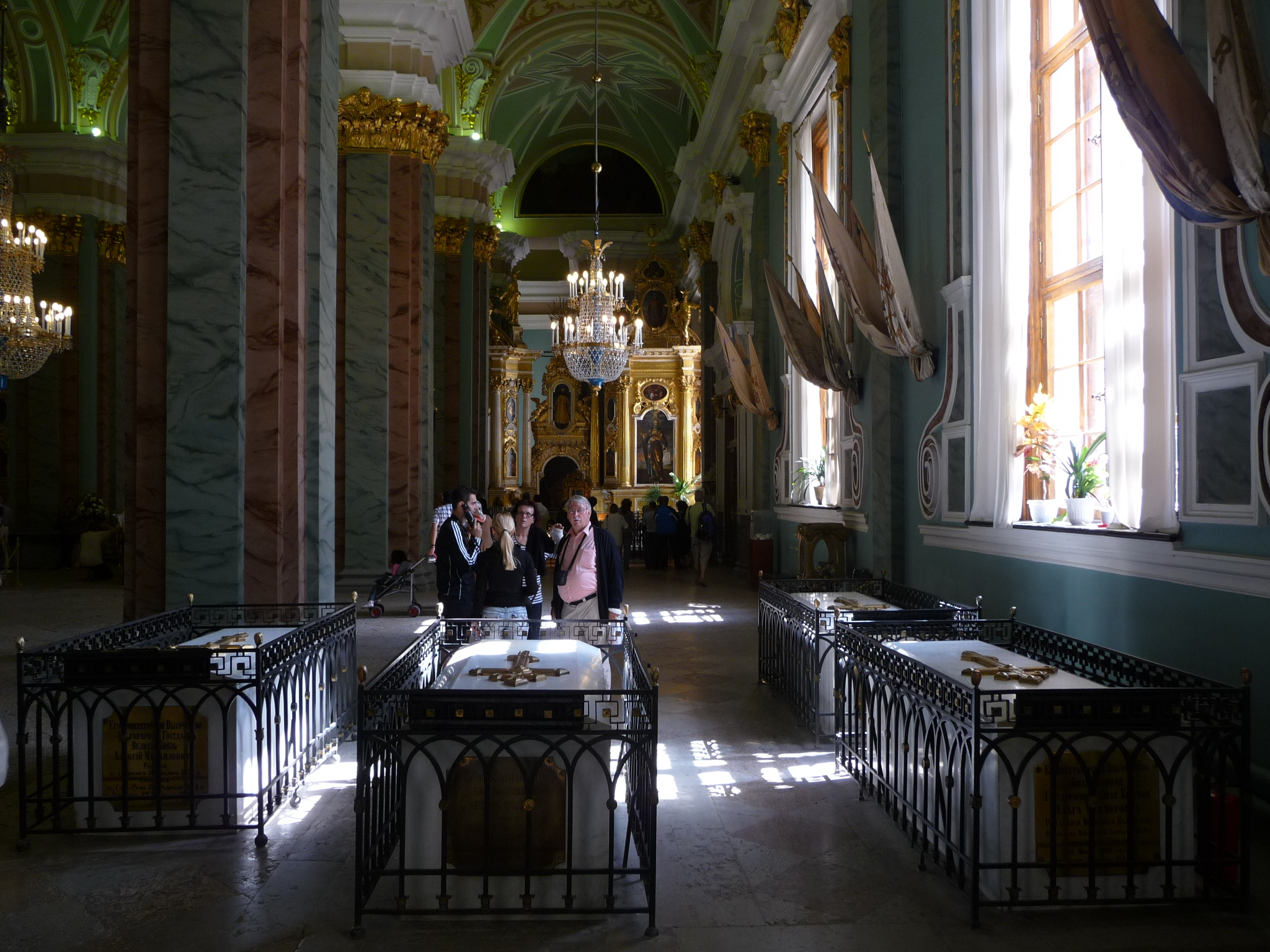
Tombeaux impériaux : Alexis Mikhaïlovitch de Russie (à gauche), Michel Nikolaïevitch de Russie (au centre), Cécile de Bade (premier à droite) et Nicolas Nikolaïevitch de Russie (second à droite)
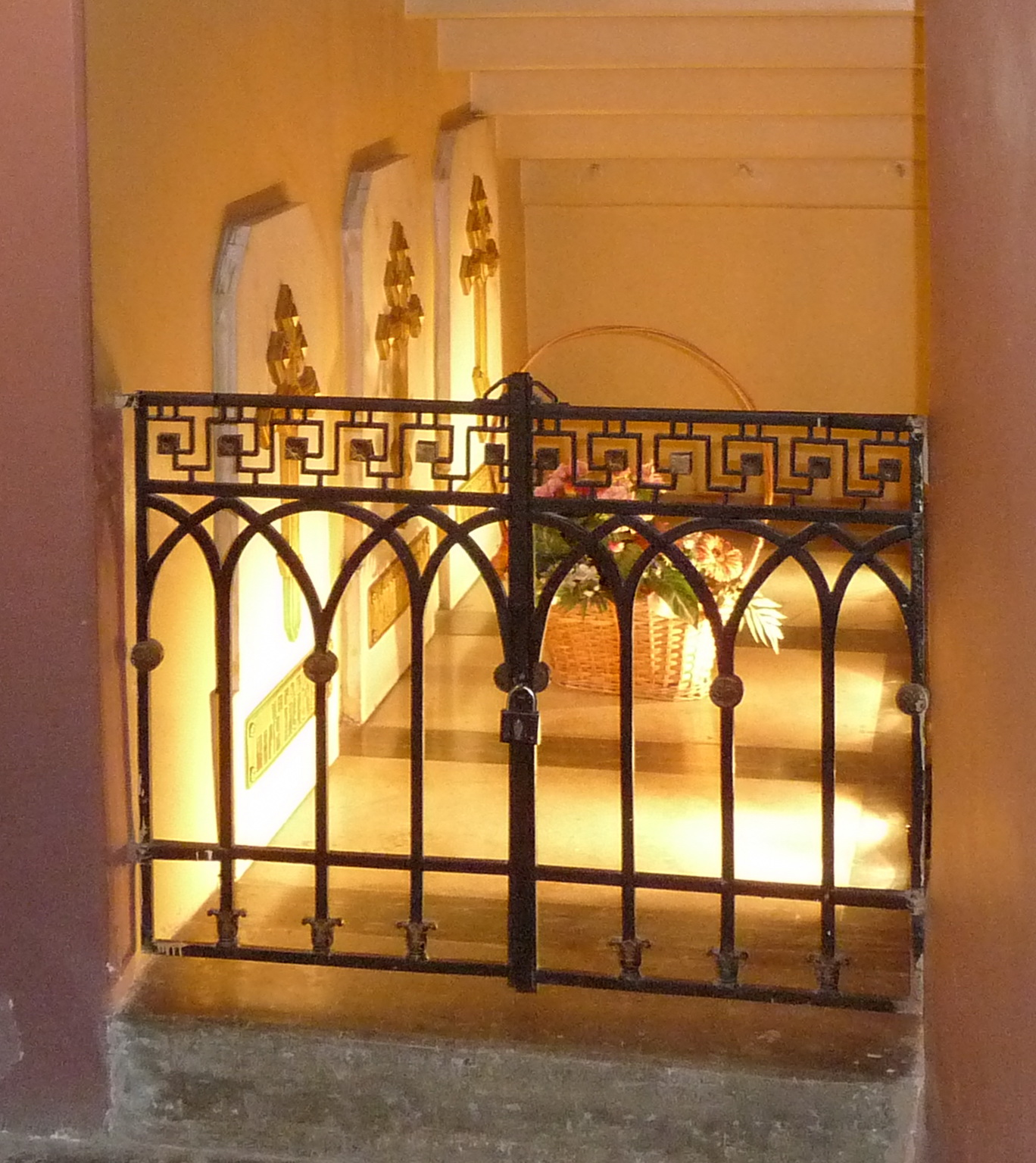
Tombeaux impériaux : Marie Alexeïevna de Russie (1660 - 1723) (au premier plan), Alexis Petrovitch de Russie (au second plan) et Charlotte Christine de Brunswick-Wolfenbüttel (1694 - 1715) (en arrière-plan)
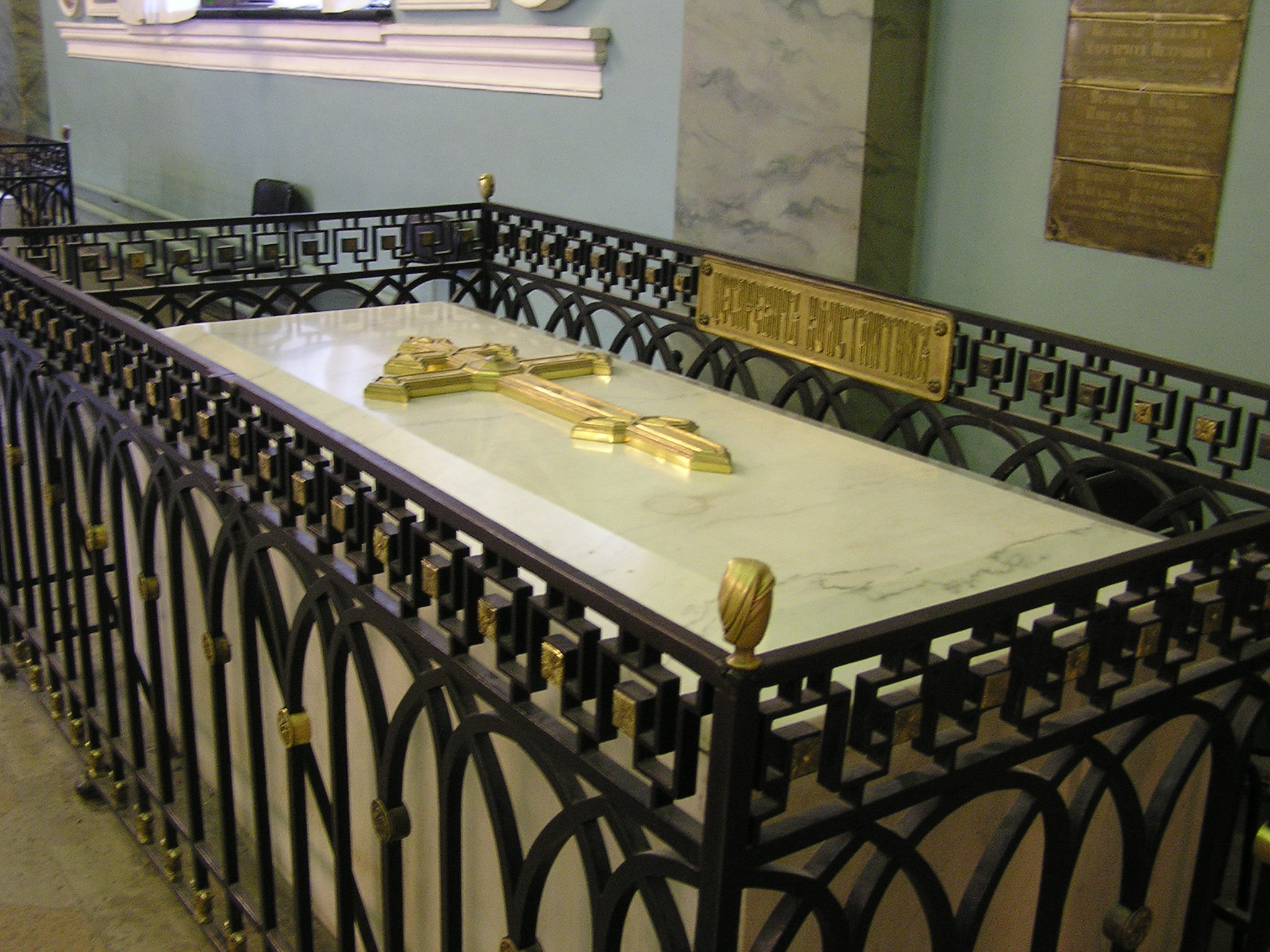
Tombeau de Constantin Pavlovitch de Russie
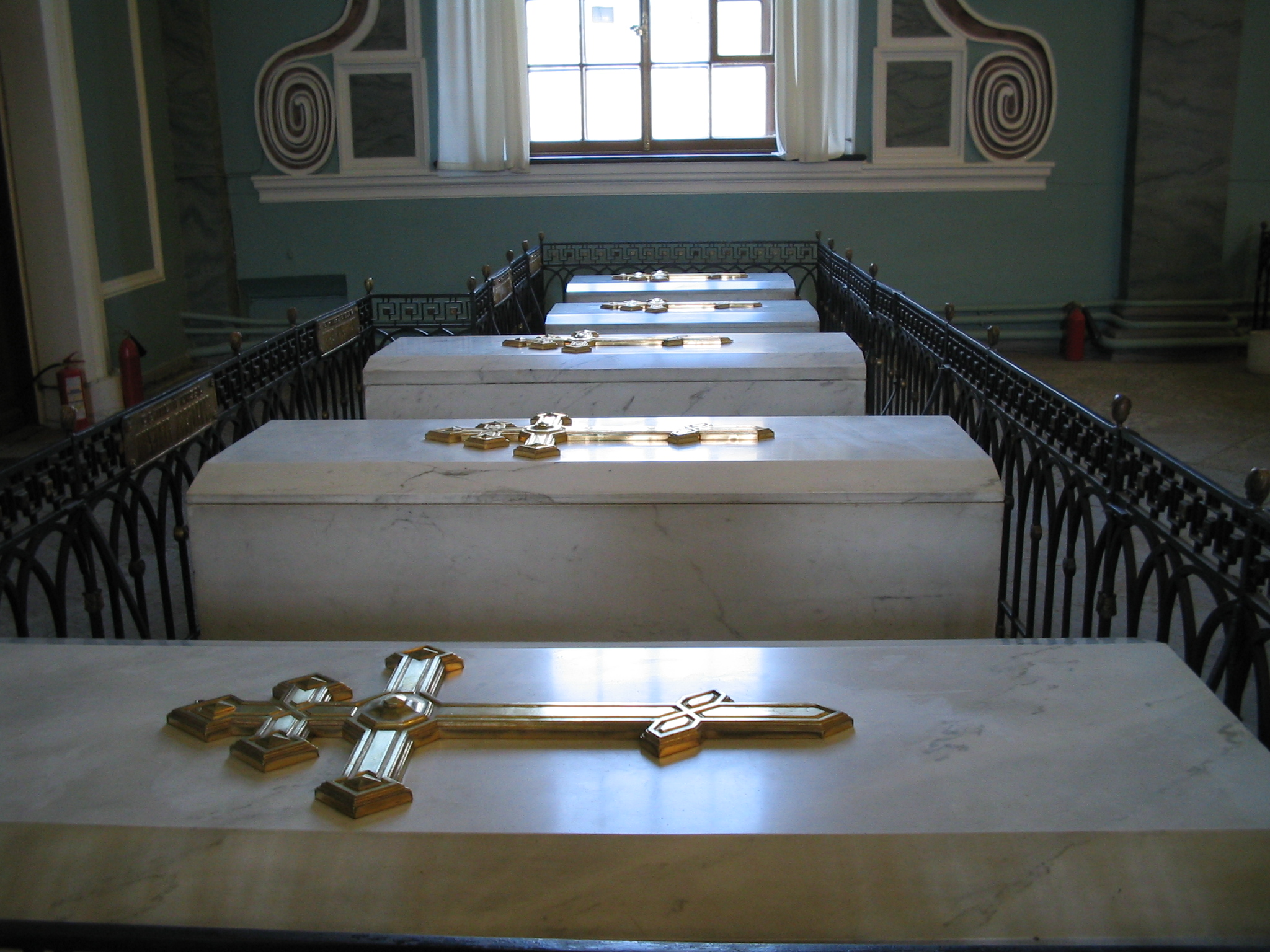
Autres tombeaux impériaux de grands-ducs et de grandes-duchesses